# Cave aux Poètes
La Cave aux Poètes est une salle de concert intimiste et atypique de Musiques Actuelles, située à Roubaix, proche de Lille. Labellisée Scène Conventionnée d'Intérêt National - Art & Création -, La Cave aux Poètes innove sur le territoire Roubaisien depuis 30 ans ! 
Ouverte depuis janvier 1994 et gérée par l'association loi de 1901 L'Eclipse, la Cave aux Poètes participe au développement du secteur des musiques actuelles sur trois activités principales : la diffusion live d'artistes émergents et des spectacles jeune public, des actions culturelles locales et l'accompagnement d'artistes vers la professionnalisation.
La salle permet d'accueillir 200 personnes lors des concerts et a la particularité (comme son nom l'indique) de se trouver en sous sol, avec un plafond d'une hauteur de 2,03 m environ. .

## Historique
Utilisée comme lieu de lecture de poésies dans les années 1970, ce local de la ville de Roubaix situé dans une cave en dessous de la salle municipale Watremez a été investie par un collectif d'artistes pluridisciplinaire fin 1993, notamment composé de membres du groupe rock « Le Soleil Flexible » et de membres du collectif « Les défenseurs des beaux arts ».

## Événement anniversaire
- 20 ans : En octobre 2014, la Cave aux Poètes fête ses 20 années de concerts avec une carte blanche à Yael Naim et David Donatien à La Piscine (musée) de Roubaix, ainsi qu'un concert des Ogres de Barback à la Salle Watremez de Roubaix[1].

## Festival We Loft Music: musique et patrimoine
We Loft Music est un festival urbain et itinérant crée en janvier 2019 par la Cave aux Poètes qui fait résonner une programmation de musiques délicates dans des lieux atypiques et étonnants au cœur de la Métropole.
We Loft Music #1 - 25 au 27 janvier 2019'
- Line up : Jay-Jay Johanson, Elias Dris, Martin Mey, Foé, Sarah McCoy, Chamberlain
- Lieux : La Piscine Musée Roubaix, La bobine, hôtel de ville de Roubaix, concerts en Lofts (concerts chez l'habitant), Office du tourisme de Roubaix, l’église Saint-Jean-Baptiste, le Temple Protestant, l'Espace Lybre, La Cave aux Poètes.

We Loft Music #2 - 14 au 19 janvier 2020
- Line up : Chris Garneau,  Glass Museum, Chilly Jay, Awir Leon, Piers Faccini, Chamberlain, Üghett, Floyd Shakim, Jumo, DDDxie, Roy vision.
- Lieux : l'ENPJJ, concerts en Lofts (concerts chez l'habitant), hôtel de ville de Roubaix, Les Ateliers RemyCo,  le Temple Protestant, Le Mange Disque, La Cave aux Poètes, le Non-Lieu, la Villa Cavrois.

We Loft Music #3 - 15 au 30 janvier 2022
- Line up : Mademoiselle K, Béesau, UssaR, Terrier, Chassol, Tony Melvil, Thibaud Defever, Peter Von Poehl, Da Silva, Accidente, Marta Del Grandi, Alban Claudin, Barcella, Oscar les Vacances…
- Lieux : Le Non-Lieu, l’Hôtel de ville de Roubaix, concerts en Lofts (concerts chez l’habitant), Le Temple Protestant, l’Ex Site de la Banque de France, La Villa Cavrois, Les Ateliers Jouret, Le Conservatoire de Roubaix, l’ENPJJ, Le Mange Disque, Le Bar Live, l’ARA, La Cave aux Poètes…

We Loft Music #4 - 19 au 29 janvier 2023
- Line up : Tim Dup, Laake, Ô Lake, Lonny, Flèche Love, Les Hay Babies, Geoffrey le Goaziou, Chahu, Arlt, Senbeï...
- Lieux : l'ENPJJ, concerts en Lofts (concerts chez l'habitant), hôtel de ville de Roubaix, Les Ateliers Jouret, le Temple Protestant, Les 3 Tricoteurs, La Cave aux Poètes, les Archives Nationales du Monde du Travail, la Villa Cavrois...

## Artistes notables programmés à la Cave aux Poètes
La Cave aux Poètes, c'est plus de 50 concerts par saison mais c'est aussi des résidences d'artistes, des concerts et spectacles jeune public et autres projets culturels pluridisciplinaires.
- 1994 : Marcel et son Orchestre
- 1997 : Louise Attaque, La Tordue, Les Ogres de Barback
- 1998 : Mathieu Boogaerts
- 1999 : Tahiti 80, Dionysos, Java, Blonde Redhead
- 2001 : Eiffel, Mickey 3D, Laetitia Shériff, Zenzile, Herman Dune
- 2002 : Stupeflip, Shannon Wright, La Rue Ketanou
- 2003 : Les Hurlements d'Léo, Tété, Didier Super
- 2004 : General Elektriks, Déportivo, Florent Marchet, Mano Solo, Didier Super
- 2006 : Mademoiselle K, Emily Loizeau, Renan Luce, Christophe Mali
- 2007 : Au revoir Simone, Tender Forever, Stuck in the Sound, Soko, Ministère des affaires populaires, Triggerfinger, Boys Noize
- 2008 : Cocoon, The Shoes, Foreign Beggars, Kavinksy, Busy P
- 2009 : Orelsan[3], Beat Torrent, Cœur de pirate, Mondkopf,  GUSH, The Bewitched Hands, Mélissa Laveaux (Cage the Elephant annula son concert[4])
- 2010 : We Have Band, Bear in Heaven, Syd Matters, Mustang
- 2011 : The War on Drugs, Bertrand Belin, Étienne Jaumet, Dum Dum Girls
- 2012 : La Femme[5], Lydia Lunch[6]
- 2013 : Agnes Obel, Scout Niblett, Mac DeMarco, XXYYXX, Gaël Faye
- 2014 : Matt Elliott
- 2015 : Lomepal, Last Train, The Legendary Tigerman
- 2017 : The Psychotic Monks, Kekra
- 2018 : MNNQNS, Léonie Pernet, Alex Cameron
- 2019 : Kevin Morby, Elias Dris
- 2020 : Chapelier fou
- 2021 : Pogo Car Crash Control, Low Roar
- 2022 :  Kemmler, The Apartments, Zaho de Sagazan, Emily Jane White
- 2022 : Urbx Festival : IAM, Koba Lad, Alonzo, Tsew The Kid, 47 Ter, Leto, Lefa
- 2023 :  La Maison Tellier, H-burns